# Митчелл, Анаис
Анаис Митчелл (Anaïs Mitchell; 26 марта 1981) — американская певица, гитаристка, автор-исполнитель.

## Биография
Анаис Митчелл, дочь писателя и профессора колледжа, выросла на ферме в округе Аддисон, штат Вермонт, путешествовала по Ближнему Востоку, Европе и Латинской Америке, позже училась в колледже Миддлбери. Она начала сочинять и исполнять песни в возрасте семнадцати лет.
Её дебютный альбом The Song They Sang When Rome Fell вышел в 2002 году. Митчелл завоевала приз на Керрвиллском фолк-фестивале. Следующая запись певицы Hymns for the Exiled (2004), выпущенная на чикагском лейбле Waterbug Records, привлекла внимание Ани Дифранко, которая устраивает Анаис на свой лейбл Righteous Babe. Первым релизом на нём стала пластинка The Brightness (2007), за которой последовал мини-альбом Country E.P. (2008), записанный совместно с Рейчел Райс. Анаис Митчелл также работала над фолк-оперой, вдохновлённой мифом об Орфее; опера была представлена на сцене, а в 2010 году вышла на диске Hadestown, в записи которого принимали участие Дифранко, Джастин Вернон (Bon Iver) и Грег Браун. Выпущенный в 2012 году альбом Young Man in America спродюсировал Тодд Сикафус.